# Задача Рамсея

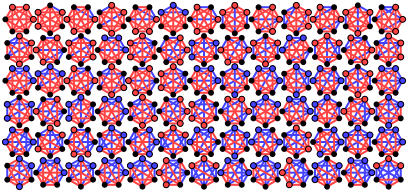
Всевозможные графы, показывающие знакомых людей и незнакомцев в компании из 6 человек.

Задача Рамсея, задача о знакомствах среди шести человек — это математическая теорема в теории Рамсея, частный случай теоремы Рамсея.

## Утверждение
Пусть на вечеринке 6 человек. Если два человека встречались друг с другом до этого хотя бы раз, то они называются знакомыми, если нет — незнакомыми. Согласно задаче Рамсея:
В любой компании из шести человек либо три человека попарно знакомы, либо три человека попарно незнакомы.

## Преобразование условия в граф
Доказательство можно провести с помощью графа, записав условие теоремы именно в этом виде.
Граф будет иметь 6 вершин, каждая пара вершин соединена ребром. Такой граф называется полным графом (у него нельзя начертить новые рёбра, так как все возможные соединения уже выполнены). Полный граф с {\textstyle n} вершинами обозначается {\textstyle K_{n}}.
В данном примере можно построить граф {\textstyle K_{6}}. У такого графа 15 ребер. 6 вершин обозначают 6 человек, упомянутых в условии задачи.
Далее для доказательства необходимо раскрасить рёбра. Ребро будет окрашено красным цветом, если два человека незнакомы, либо синим цветом, если они знакомы. С учётом этих преобразований можно переформулировать утверждение теоремы:
Независимо от покраски ребёр в графе {\textstyle K_{6}}будет либо красный треугольник (треугольник, в котором все ребра красные), либо синий треугольник (в котором все рёбра синие). Красный треугольник будет означать, что 3 человека попарно незнакомы, а синий будет означать, что 3 человека попарно знакомы. Если это утверждение действительно верно, то будет верно и исходное утверждение.

## Окончание доказательства
Далее для доказательства выбирается произвольная вершина P. Из вершины выходит пять рёбер. По принципу Дирихле по крайней мере три ребра одного цвета (если ребёр какого-то из цветов меньше 3, ребёр другого цвета больше 3).
A, B, C — вершины, другие концы ребёр, упомянутых выше. Если хотя бы одно из рёбер  AC, BC, AB — синее, то можно получить одноцветный треугольник (с помощью двух ребёр из P и упомянутой только что вершины). Если же ни одно из этих ребёр не синее, то все они красные, и из них можно получить красный треугольник ABC, ч. т. д.

## Записи Рамсея
В 1930 году в статье «On a Problem in Formal Logic» Рамсей доказал более общую теорему (известную как теорема Рамсея), эта теорема является её частным случаем. На теореме Рамсея основывается теория Рамсея, один из разделов комбинаторики.

## Прочие случаи

Контрпример для графа с пятью вершинами

Если в компании не 6 человек, а только 5, следствие, упомянутое в задаче Рамсея, может не выполняться.
Чтобы показать возможность такого случая, необходимо построить контрпример. Контрпример — пятиугольник, окружающий пятиконечную звезду.  Пятиугольник необходимо окрасить в красный цвет, а звезду — в синий. Таким образом, минимальное количество вершин, для которого выполняется свойство, указанное в задаче — 6.
В теории Рамсея данный факт записывается так: {\displaystyle R(3,3:2)=6.}